# Université Fédérale Toulouse Midi-Pyrénées
Université Fédérale Toulouse Midi-Pyrénées, också känt som UFTMP, är ett federativt franskt offentligt universitet och forskningsinstitut beläget i Toulouse i Occitanien.
UFTMP grundades 2007, och undervisningen är både teoretisk och praktisk. UFTMP är framstående inom sina sex verksamhetsområden arkitektur, ingenjörsvetenskap, humaniora, konst, samhällsvetenskap och medicin. Sammanlagt 1 nobelpristagare kommer från UFTMP (2015). 

## Federationsmedlemmar
- Université Toulouse-I-Capitole
- Université Toulouse-Jean-Jaurès
- Université Paul Sabatier
- Institut national polytechnique de Toulouse
- Institut national des sciences appliquées de Toulouse
- Institut supérieur de l'aéronautique et de l'espace
- Institut d'études politiques de Toulouse
- Centre universitaire Jean-François-Champollion
- École nationale supérieure des mines d'Albi-Carmaux
- École nationale de l'aviation civile
- École nationale supérieure d'architecture de Toulouse
- École nationale de formation agronomique
- Toulouse Business School
- Institut catholique d'arts et métiers